# William Bowers
William Bowers (17 de enero de 1916 – 27 de marzo de 1987) fue un guionista cinematográfico y televisivo de nacionalidad estadounidense. Trabajó como reportero en Long Beach (California) y en la revista Life antes de dedicarse a los guiones. Su especialidad fueron las comedias western, aunque también colaboró con varias producciones de género thriller. 

## Biografía
Nacido en Las Cruces, Nuevo México, Bowers se inició como periodista, trabajando para Press-Telegram, una publicación de Long Beach (California). En 1938 escribió su primera obra, Where Do We Go From Here?, que tuvo 15 representaciones en 1968. Su segundo escrito, Back to Eden, lo compuso mientras era reportero de New York World-Telegram.
Bowers se dedicó a escribir guiones tras trabajar en Hollywood para la National Education Association. Su primer guion reflejado en los títulos de crédito fue el de My Favorite Spy en 1942.
Durante la Segunda Guerra Mundial, Bowers sirvió en las Fuerzas Aéreas del Ejército de los Estados Unidos, donde conoció a Arch Hall, Sr.. Bowers escribió más adelante un guion basado en sus experiencias, The Last Time I Saw Archie, película en la cual Jack Webb encarnaba a Bowers. Una pieza escrita por él, West of Tomorrow, dio origen a la película Jungle Patrol.
En 1950, Bowers fue nominado al Premio Oscar por el guion del western interpretado por Gregory Peck The Gunfighter. A partir de entonces su carrera ganó en importancia, escribiendo para proyectos como la adaptación de My Man Godfrey en 1957 o The Sheepman en 1958, film por el cual fue nominado al Oscar por segunda vez.
Bowers produjo la última película escrita por él, la parodia western Support Your Local Sheriff! (1969). Como actor, destaca su pequeño papel en The Godfather Part II (1974).
William Bowers falleció en Woodland Hills, California, en 1987.

## Teatro
- 1933 : Twenty-five Dollars an Hour, de Gladys Unger y Leyla Georgie
- 1938 : Where Do We Go From Here?

## Filmografía

### Guionista (cine)
- 1978 : Shame, Shame on the Bixby Boys, de Anthony Bowers
- 1969 : Support your local sheriff !, de Burt Kennedy
- 1967 : The Ride to Hangman's Tree, de Alan Rafkin
- 1966 : Way... Way Out, de Gordon Douglas
- 1964 : Advance to the Rear, de George Marshall
- 1961 : The Last Time I Saw Archie, de Jack Webb
- 1959 : -30-, de Jack Webb
- 1959 :  Alias Jesse James, de Norman Z. McLeod
- 1958 : Imitation General, de George Marshall
- 1958 : The Law and Jake Wade, de John Sturges
- 1958 : The Sheepman, de George Marshall
- 1957 : My Man Godfrey, de Henry Koster
- 1956 : The Best Things in Life Are Free, de Michael Curtiz
- 1955 : 5 Against the House, de Phil Karlson
- 1955 : Tight Spot, de Phil Karlson
- 1954 : She Couldn't Say No, de Lloyd Bacon
- 1953 : Split Second, de Dick Powell
- 1952 : Assignment - Paris!, de Robert Parrish
- 1952 : The San Francisco Story, de Robert Parrish
- 1951 : The Mob, de Robert Parrish
- 1951 : Cry Danger, de Robert Parrish
- 1950 : Mrs. O'Malley and Mr. Malone, de Norman Taurog
- 1950 : Convicted, de Henry Levin
- 1950 : The Gunfighter, de Henry King
- 1949 : Abandoned, de Joseph M. Newman
- 1949 : The Gal Who Took the West, de Frederick De Cordova
- 1949 : Criss Cross, de Robert Siodmak
- 1948 : Jungle Patrol, de Joseph M. Newman
- 1948 : The Countess of Monte Cristo, de Frederick De Cordova
- 1948 : Larceny, de George Sherman
- 1948 : Pitfall, de André De Toth
- 1948 : River Lady, de George Sherman
- 1948 : Black Bart, de George Sherman
- 1947 : The Wistful Widow of Wagon Gap, de Charles Barton
- 1947 : Something in the Wind, de Irving Pichel
- 1947 : The Web, de Michael Gordon
- 1947 : Ladies' Man, de William D. Russell
- 1946 : The Fabulous Suzanne, de Steve Sekely
- 1946 : Night and Day, de Michael Curtiz
- 1946 : The Notorious Lone Wolf, de D. Ross Lederman
- 1945 : Sing Your Way Home, de Anthony Mann
- 1943 : Higher and Higher, de Tim Whelan
- 1943 : The Adventures of a Rookie, de Leslie Goodwins
- 1942 : Seven Days' Leave, de Tim Whelan
- 1942 : My Favorite Spy, de Tay Garnett

### Guionista (televisión)
- 1980 : More Wild Wild West
- 1979 : The Wild Wild West Revisited
- 1978 : Kate Bliss and the Ticker Tape Kid
- 1974 : The Gun and the Pulpit
- 1974 : Sidekicks
- 1957 : The 20th Century-Fox Hour (1 episodio)
- 1956 : General Electric Summer Originals (1 episodio)
- 1956 : Jane Wyman Presents The Fireside Theatre (1 episodio)
- 1955 : Lux Video Theatre (1 episodio)
- 1955 : General Electric Theater (1 episodio)
- 1954 : The Ford Television Theatre (1 episodio)
- 1953-1954 :  Where's Raymond? (2 episodios)
- 1953 : Four Star Playhouse (1 episodio)

### Actor
- 1977 : The Godfather: A Novel for Television
- 1977 : Starsky y Hutch (episodio Bloodbath)
- 1975 : Mobile One (episodio The Middle Man)
- 1974 : The Godfather Part II de Francis Ford Coppola

### Productor
- 1975 : Mobile One
- 1969 : Support your local sheriff !, de Burt Kennedy

## Premios y distinciones
Premios Óscar
| Año  | Categoría                                                      | Película          | Resultado |
| ---- | -------------------------------------------------------------- | ----------------- | --------- |
| 1951 | Mejor argumento                                                | El pistolero      | Nominado  |
| 1959 | Mejor argumento y guion escritos directamente para la pantalla | Furia en el valle | Nominado  |